# Prager Altstadt

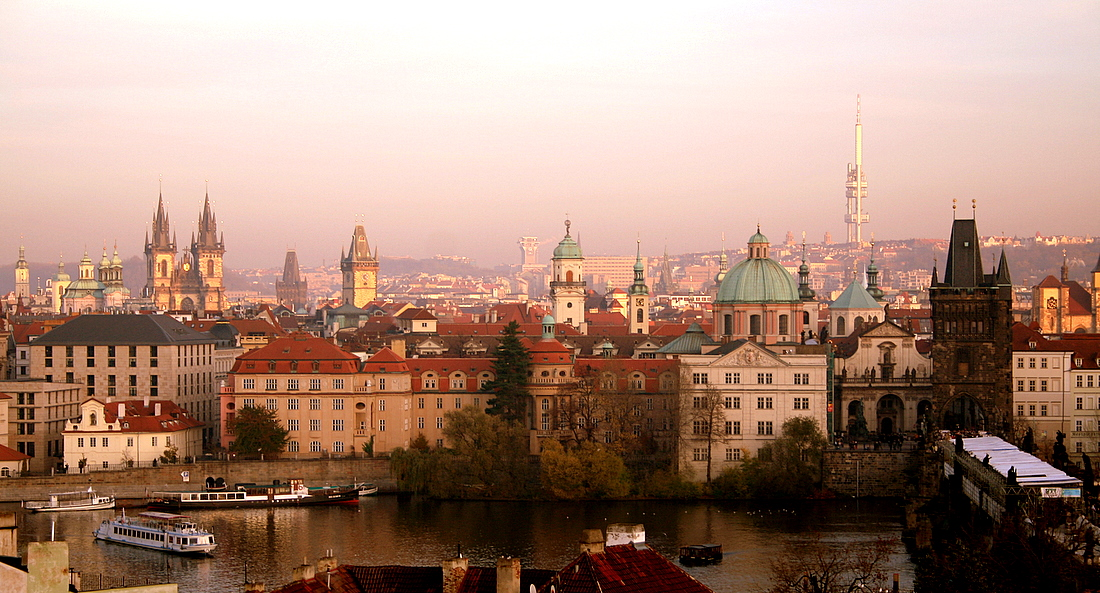
Prager Altstadt vom Kleinseitner Brückenturm

Die Prager Altstadt (tschechisch: Staré Město) ist die älteste der vier Prager Städte (Altstadt, Neustadt, Kleinseite und Hradschin). Ihr Zentrum bildet der Altstädter Ring (Staroměstské náměstí) mit zahlreichen Sehenswürdigkeiten.

## Geschichte

### Wurzeln und Gründung der Stadt
Im 11. und 12. Jahrhundert ließen sich im Schutz der beiden Burgen, der Prager Burg und dem Vyšehrad, entlang der Moldau und der verbindenden Wege deutsche und jüdische Kaufleute sowie einheimische Handwerker nieder. Ein wesentlicher Grund dafür war die Lage an der Kreuzung wichtiger Handelsstraßen und die Existenz einer Furt durch die Moldau und einer Brücke. Die losen Ansiedlungen besaßen zumeist schon eigene Pfarr- und Friedhofskirchen.
Die größte dieser romanischen Siedlungen an der Moldaubiegung ließ Wenzel I. (1230–1253) um 1230/34 befestigen und erhob sie zur Königsstadt. Prag wurde zur Residenzstadt der böhmischen Könige. Die Stadtbefestigung zerschnitt einerseits Siedlungen wie um St. Martin in der Mauer (Kostel sv. Martina ve zdi), andererseits wurden bisher noch unbebaute Flächen in den Mauerring mit einbezogen, die dann recht zügig bebaut wurden.
So gründete der spätere königliche Münzmeister Eberhard mit süddeutschen Kolonisten die Gallusstadt Nova civitas circa S. Gallum (Havelské město), die bis zur Vereinheitlichung der Stadtrechte der Altstadt um 1287 eine eigene Rechtsordnung besaß. Sie entstand um einen regelmäßig angelegten „Neuen“ Markt (Nové tržiště), der sich vom heutigen Obstmarkt (Ovocný trh) bis zum Kohlenmarkt erstreckte. Diese Namen existieren erst seit 1870, vorher hießen sie zusammen Neumarkt oder Gallimarkt.
Noch unter Wenzel I. siedelten sich die ersten Bettelorden in der Altstadt an. Die Dominikaner hatten ihren Sitz bis in die Renaissance in der St.-Clemens-Kirche (heute Teil des Klementinums) an der Karlsbrücke. Für die Franziskaner stiftete Wenzel I. ein Kloster an der späteren Jakobskirche (Kostel sv. Jakuba).

### Rechtliche Stellung
Die Prager Altstadt war eine der Königlichen Städte, die rechtlich nicht an einen Unterkammerbeamten, das heißt einen für die Königsstädte zuständigen Landesminister, gebunden war. Prag unterstand direkt dem böhmischen König.

### Befestigung der Altstadt

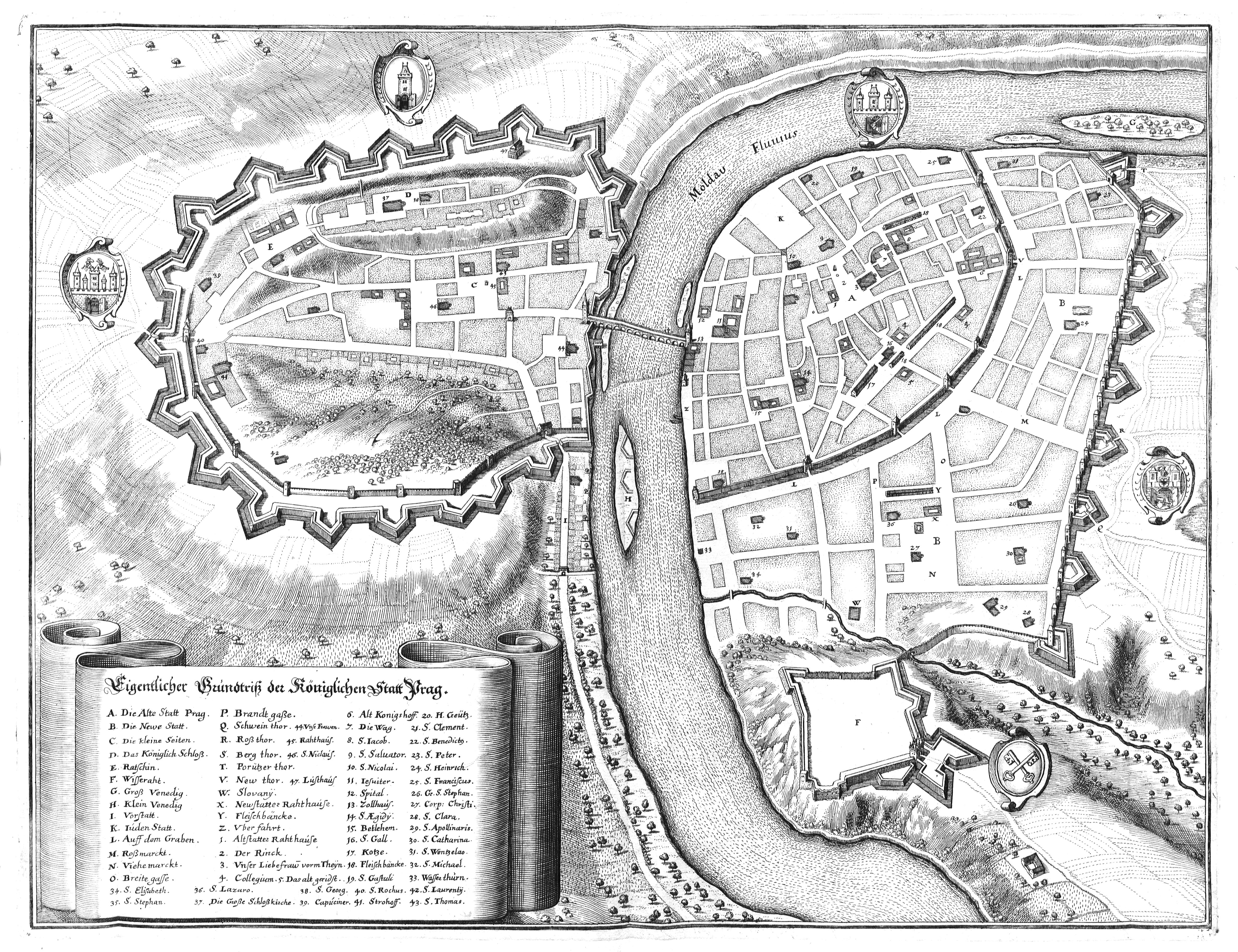
Befestigung der Prager Städte nach Merian

Vor 1310 wurde der Bau der hochgotischen Befestigung der Altstadt vollendet. Die Mauern der Altstadt waren 10 bis 12 m hoch und mit Zinnen besetzt. Vor ihr lag ein 15 bis 20 m breiter Zwinger mit niedrigerer Zwingermauer und ein Graben und Wall mit Palisade. Etwa alle 60 m standen bis zu 30 m hohe quaderförmige Türme. Die Altstadt hatte insgesamt 13 Tore und Türme, von denen nur das Gallustor teilweise erhalten blieb. 
Der Graben mit ausgemauerten Flanken erreichte bei einer Tiefe von 5–9 m eine Breite von 14–20 m. Obwohl der Graben von der Moldau ausgehend flussabwärts wieder in die Moldau führte, lag sein Boden oberhalb des Niveaus der üblichen Moldauüberschwemmungen, im Normalfall war er also trocken. Nur bei einem übermäßig hohem Wasserpegel füllte er sich mit Wasser und half dadurch, Hochwasser teilweise um die Altstadt abzuleiten. Mit der Anlage der 1348 gegründeten Prager Neustadt und ihrer Befestigung verloren Mauern und Graben ihre Bedeutung.
Der Wassergraben zwischen der Alt- und Neustadt wurde erst zwischen 1760 und 1781 zugeschüttet, als eine vereinigte Prager Stadtbefestigung geschaffen wurde. 
Sein Verlauf wird heute durch die Straßen Revoluční, Na příkopě (Am Graben), 28. října und Národní třida markiert.
Eine später gebaute Befestigung zur Moldau hin bestand nur aus einer einfachen Stadtmauer. Diese Mauer stand auf der Terrassenkante über der Moldau-Niederung, so dass wegen der Geländestufe und der Nähe der Moldau es nicht nötig war, einen Graben anzulegen.

### Ausbau im 14. Jahrhundert
In der Altstadt hatte schon in den 1330er Jahren ein Bauaufschwung eingesetzt, der unter Karl IV. und Wenzel IV. noch einmal gesteigert wurde. Beinahe alle Pfarr- und Klosterkirchen wurden verändert und erweitert. 1346 wurde die Heilig-Geist-Kirche (Kostel sv. Ducha) und 1339–1371 die St.-Ägidius-Kirche (Kostel sv. Jiljí) neu errichtet; die St.-Nikolaus-Kirche (Kostel sv. Mikuláše)' um 1350 St. Martin in der Mauer (Kostel sv. Martina ve zdi) sowie um 1370 St. Castulus (Kostel sv. Haštala) und ebenfalls in den 70er Jahren des 14. Jahrhunderts St. Michael (Kostel sv. Michala) wurden umgebaut. Nachdem das Haupt des Heiligen Gallus aus St. Gallen nach Prag gekommen war, vergrößerte man ab 1353 die St.-Gallus-Kirche (Kostel sv. Havla). 1374 wurde der schon 1319 unter Johann von Luxemburg begonnene Bau der neuen Klosterkirche der Franziskaner St. Jakob (Kostel sv. Jakuba) vollendet.
1370 wurde der Neubau der Teynkirche (Kostel Panny Marie před Týnem). Nach dem Tod Karls IV. übernahm 1380 die Dombauhütte Peter Parlers die Fortsetzung des Baus der dreischiffigen gotischen Basilika, deren Vollendung durch die Hussitenkriege unterbrochen wurde.

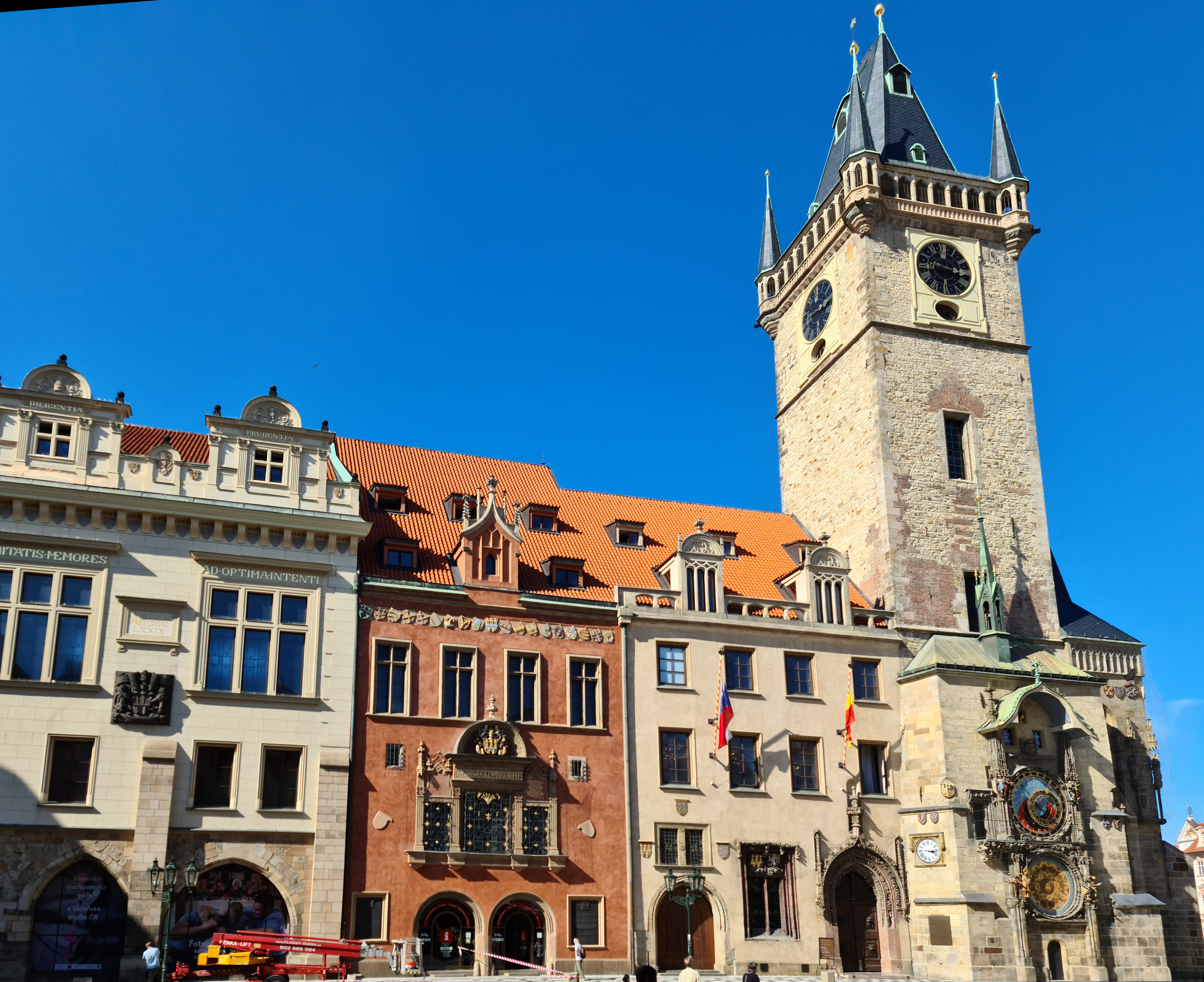
Altstädter Rathaus

Daneben kam es auch zu Bauaktivitäten an zahlreichen profanen Gebäuden. So wurde das erst ab 1338 existierende Altstädter Rathaus (Staroměstská radnice) mehrfach erweitert und bis 1364 ein mächtiger Eckturm angefügt. Außerdem baute eine unbekannte Bauhütte um 1360 an das Rathaus einen Erker mit Kapelle an, die 1381 der Jungfrau Maria geweiht wurde. Einen ähnlichen Erker mit Pfeiler als Bestandteil einer ehemaligen Hauskapelle erhielt auch das Rothlöwsche Haus, das Wenzel IV. 1383 der Universität gestiftet hatte und das heute Teil des Carolinums ist. Ähnlich den Markthallen auf dem Viehmarkt wurde um 1360 westlich der St.-Gallus-Kirche eine etwa 200 m lange steinerne Markthalle (Kotce) mit Läden zu beiden Seiten eines breiten Ganges erbaut.

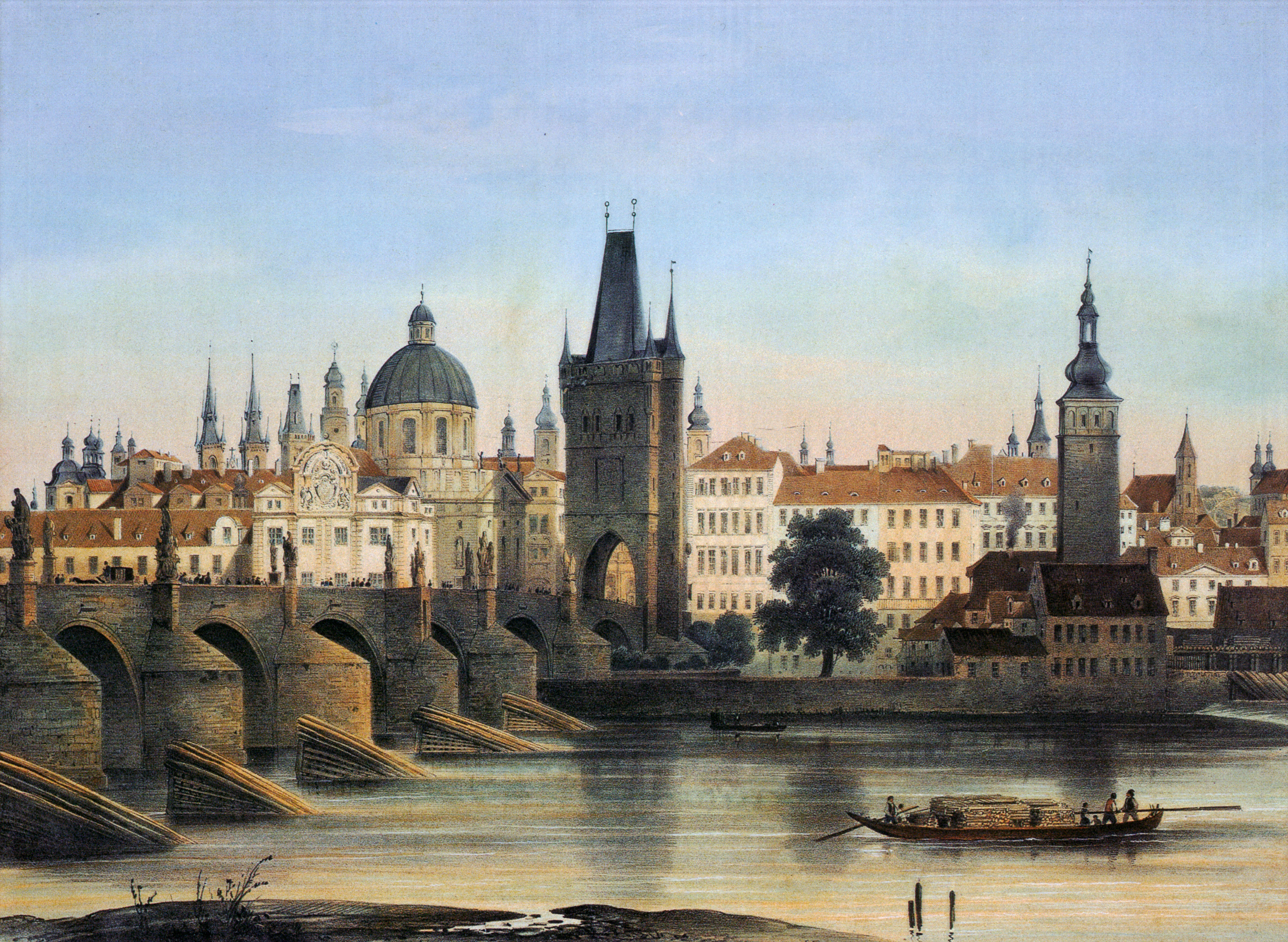
Altstadt mit Karlsbrücke um 1840

Am östlichen Ausgang der Altstadt ließ Wenzel IV. einen neuen Königshof erbauen, in den er 1383 aus der Prager Burg übersiedelte und der bis 1484 als Residenz der böhmischen Herrscher diente. Südlich der Zeltnergasse (Celetná) stand auch der Palast der Königin.
Noch unter Karl wurde 1357 der Bau einer neuen Steinbrücke über die Moldau, die heutige Karlsbrücke begonnen, nachdem die Judithbrücke aus dem 12. Jahrhundert, die nur wenig nördlich der neuen Brücke gelegen hatte, 1342 durch ein Hochwasser zerstört worden war. Zunächst war auf den alten Brückenpfeilern der zerstörten Judithbrücke ein hölzernes Provisorium errichtet worden, das bis zur Vollendung des neuen Brückenbaus den gesamten Verkehr aufnahm.

### Vereinigung Prags
Am 12. Februar 1784 wurden die vier selbstständigen Städte Altstadt, Neustadt, Kleinseite und Hradschin durch ein Dekret Josephs II. zur königlichen Hauptstadt Prag (Královské hlavní město Praha) vereint. Bis 1949 war die Altstadt ein eigener Bezirk (Prag I). Seither ist sie Bestandteil des Verwaltungsbezirks Prag 1.
1991 hatte die Prager Altstadt 13040 Einwohner. Im Jahr 2001 bestand der Stadtteil aus 627 Wohnhäusern, in denen 10531 Menschen lebten.

## Teile und Sehenswürdigkeiten
Im Zentrum der Prager Altstadt liegt der Marktplatz, der Altstädter Ring mit zahlreichen Baudenkmälern.

### Königsweg

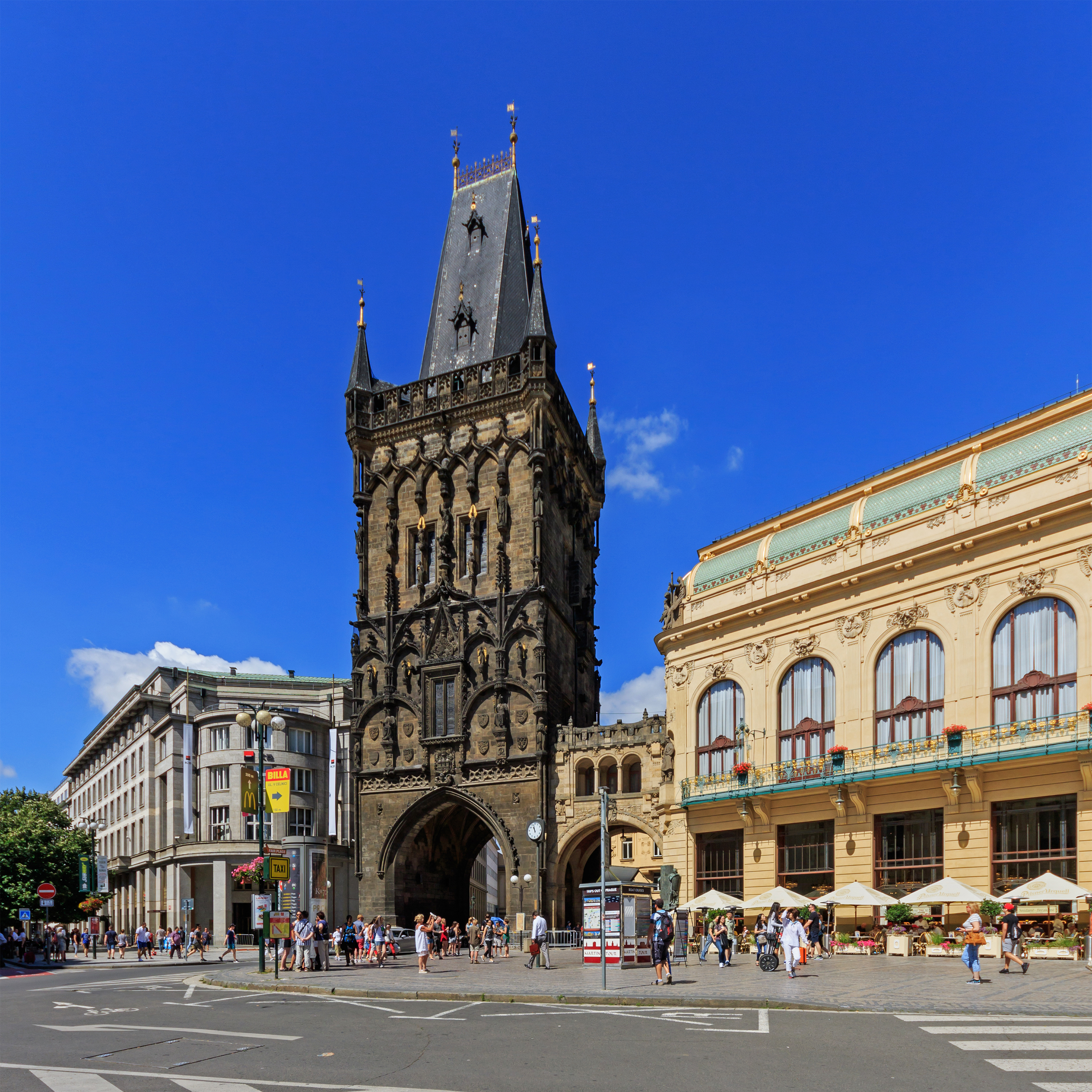
Pulverturm und Obecní dům

Der sogenannte Königsweg, den die böhmischen Könige bei ihrer Krönung zurücklegten, beginnt an der Grenze zwischen Alt- und Neustadt, am heutigen Platz der Republik (Náměstí Republiky). Dort befindet sich der Pulverturm (Prašná brána) und das im Jugendstil erbaute Repräsentationshaus oder Gemeindehaus (Obecní dům).
Über die Straße Celetná führt der Königsweg über den Altstädter Ring und die enge Karlsgasse (Karlova) zur Karlsbrücke. Deren Altstädter Brückenkopf wird vom Altstädter Brückenturm geprägt. Daneben befinden sich auf dem Kreuzherrenplatz die gleichnamige Kirche der Kreuzherren mit dem Roten Stern sowie die Salvatorkirche, die zum Jesuitenkolleg Clementinum gehört.

### Teynhof und Basilika St. Jakob

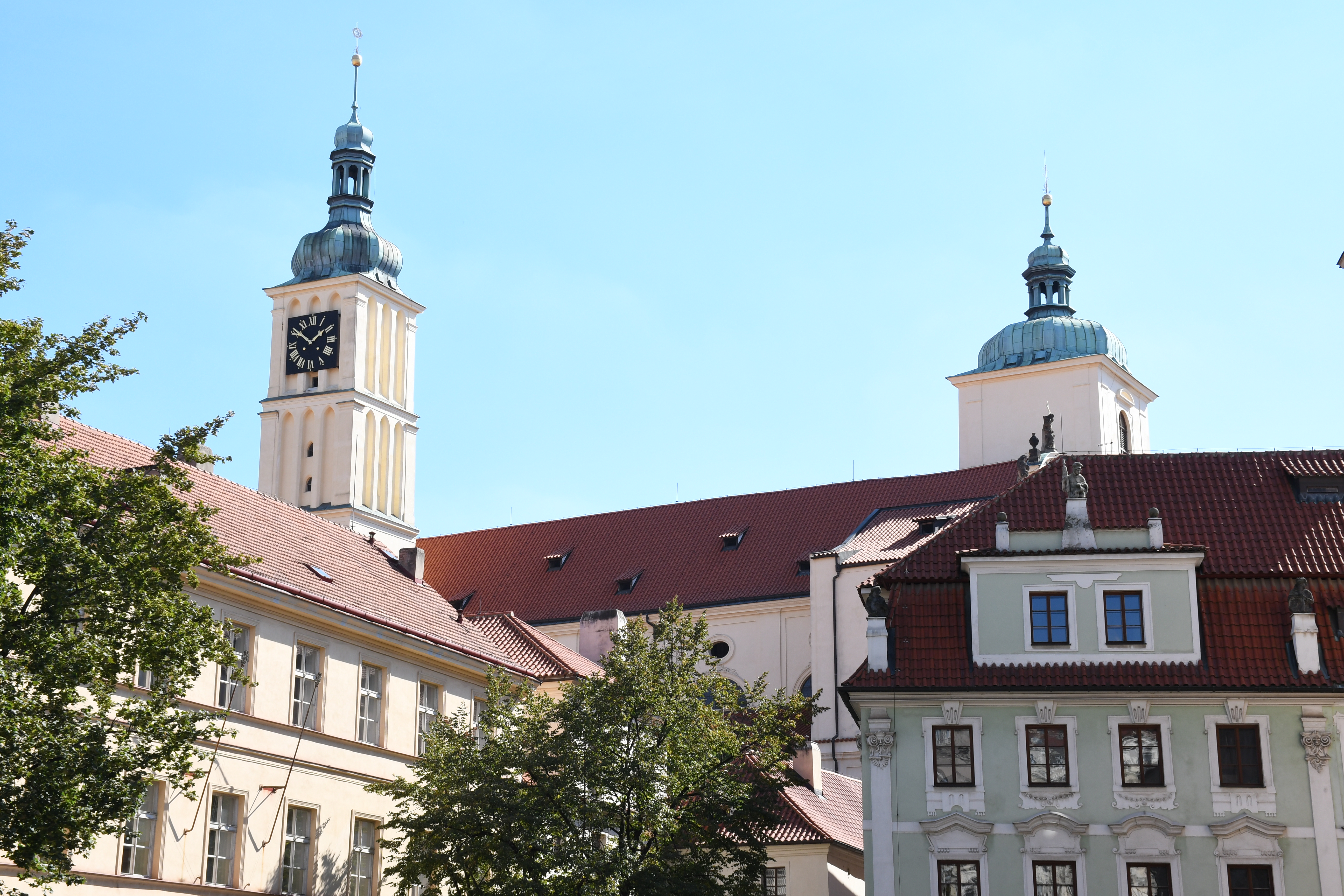
Basilika und Kloster St. Jakob

Hinter der Teynkirche befindet sich der Teynhof (Týn oder Ungelt), der als Handelshof und Zollstelle fungierte. Auf den Teynhof folgt die Jakobsgasse, in der sich die Basilika St. Jakob (Kostel sv. Jakuba) befindet. Sie geht auf eine Klostergründung der Franziskaner im Jahr 1232 zurück. Die dreischiffige hochgotische Basilika mit zwei Türmen wurde später barockisiert. Von dem Kloster, das 1841 in eine Schule umgewandelt wurde, existieren noch Reste des Nord- und Westflügels aus der Zeit um 1330.

### Josefstadt
In der Nähe des Altstädter Rings an der Pariser Straße befindet sich die Josefstadt, das Prager Judenviertel, das historisch nicht zur Altstadt gehört, mittlerweile jedoch mit ihr verwachsen ist. Wichtige Sehenswürdigkeiten sind der Alte Friedhof, wo unter anderem der Rabbi Judah Löw begraben ist, und verschiedene Synagogen, darunter die gotische Altneu-Synagoge. Das Viertel bildete eine eigenständige Verwaltungseinheit. Der mittelalterliche Charakter mit zunehmend unhaltbaren sanitären Zuständen ging bei der Sanierung gegen Ende des 19. Jahrhunderts verloren. Im August 1942 wurde dort der Aufbau eines Jüdischen Zentralmuseums begonnen. Die nationalsozialistischen Besatzer hatten wohl mehr die Dokumentation einer beseitigten Kultur im Auge. Für die jüdische Gemeinde wurde es zur Sinnstiftung ihrer langen Geschichte. Das Jüdische Museum enthält zahlreiche, zum Teil einmalige Sehenswürdigkeiten.
Viele Touristen wandeln dort auf den Spuren von Franz Kafka. Sein Geburtshaus Zum Turm wurde an der Ecke Karpfengasse/Enge Gasse 1902 abgerissen.

### Agneskloster

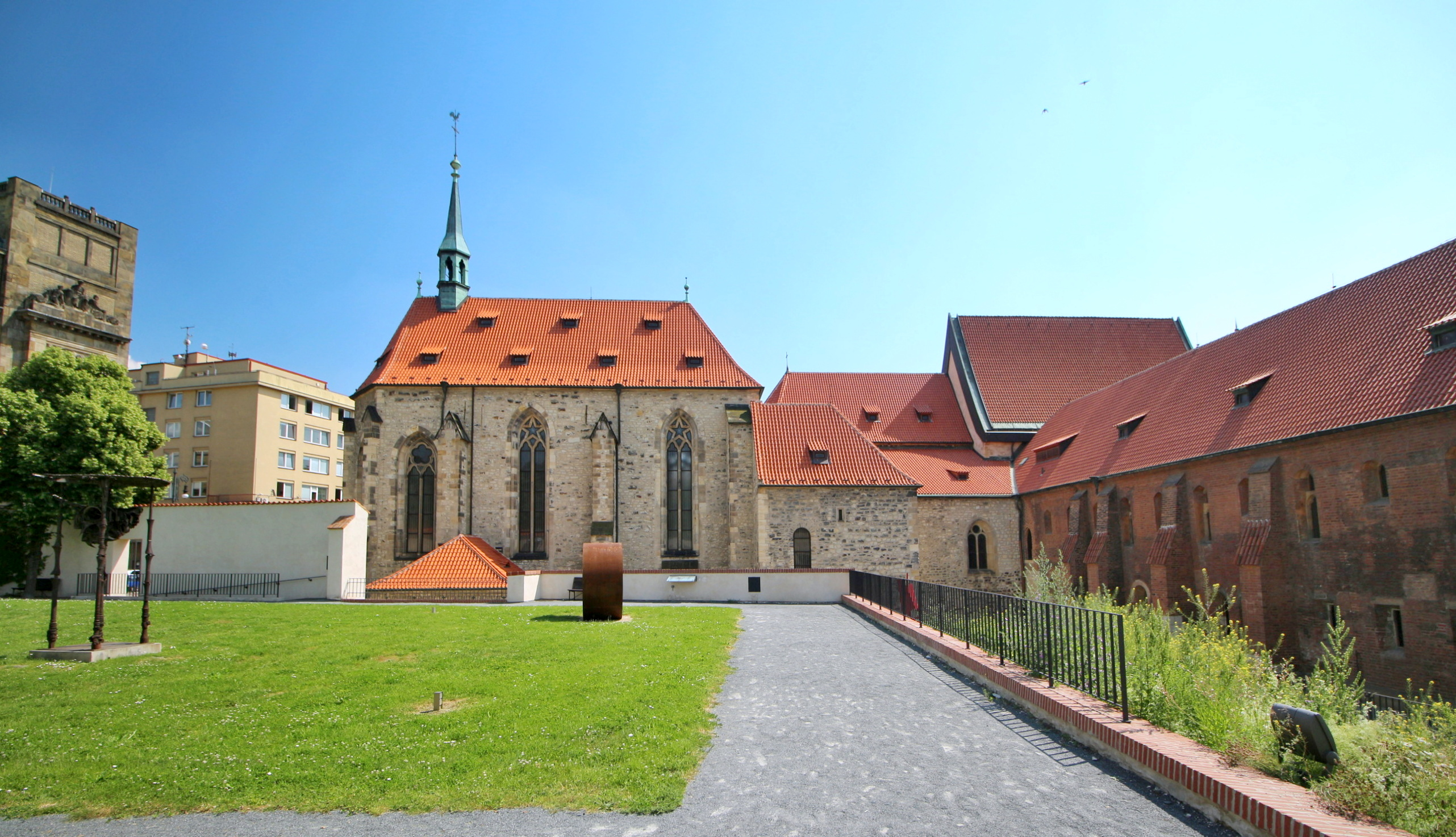
Agneskloster

Im Norden der Altstadt, östlich der Josefstadt befindet sich das frühgotische Agneskloster, das heute zur Nationalgalerie Prag gehört. Die Anlage war das erste franziskanische Doppelkloster nördlich der Alpen und ist ein bedeutendes frühgotisches Baudenkmal.

### Carolinum

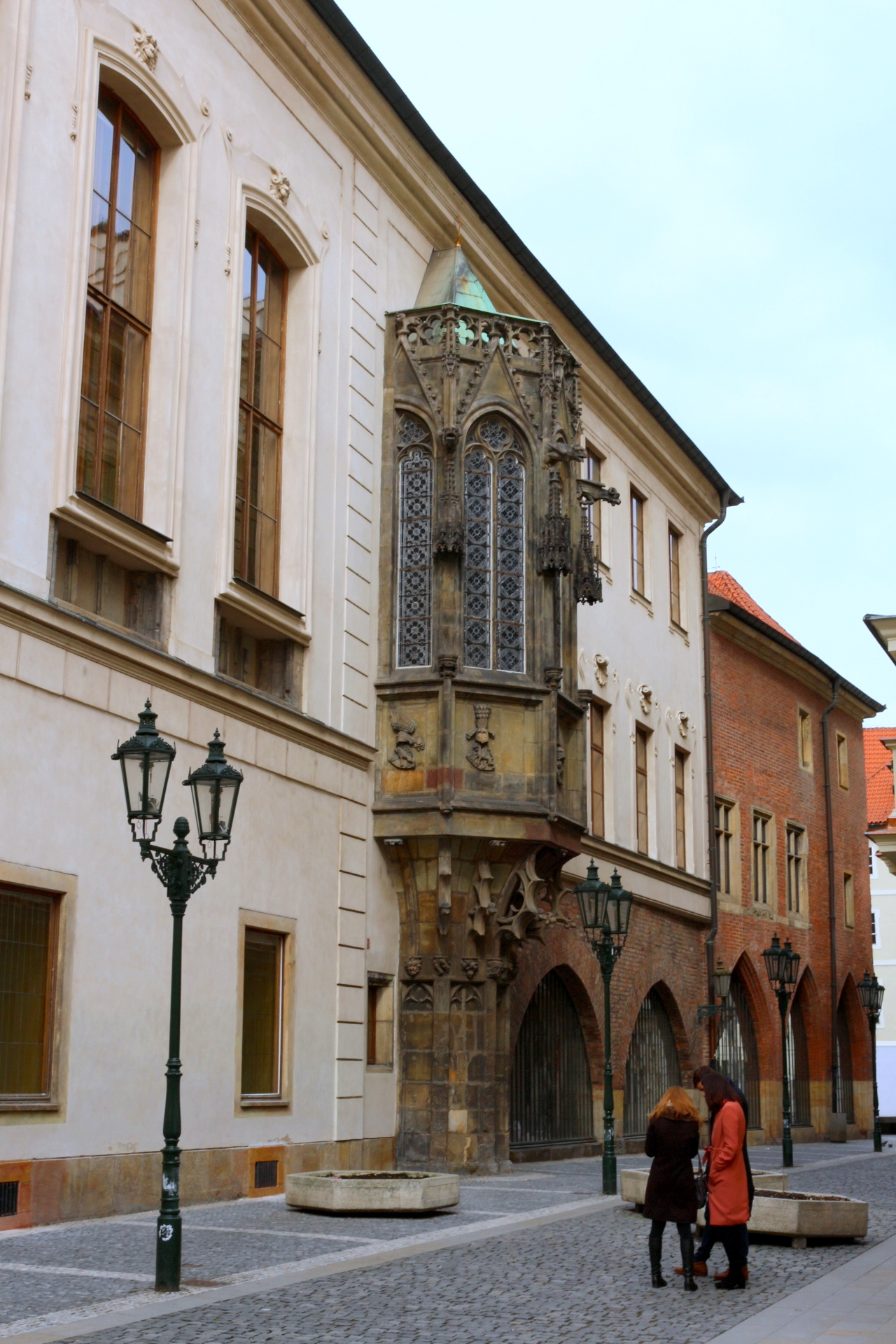
Carolinum-Kapelle von 1400

Die am 7. April 1348 von Karl IV. gegründete Prager Universität verfügte zunächst nicht über ein Lehrgebäude, sondern es wurde in Privathäusern und Klöstern gelehrt. 1383 stiftete Wenzel IV. der Universität ein um 1370 für den Münzmeister Johlin Rotlöw erbautes Haus, das er gekauft oder geschenkt bekommen hatte. Es wurde „Collegium Carolinum“ genannt, die heutige Adresse lautet Železná ul. 9 (Eisengasse 9) und Ovocný trh Nr. 3 (Obstmarkt 3). Anschließend wurden Aula, Hörsäle und Wohnungen für die Magister eingebaut. Unter anderem hatte Magister Jan Hus dort als Rektor gewirkt.
Nach der Niederlage in der Schlacht am Weißen Berg wurde das Gebäude 1620 den Jesuiten übergeben. Franz Maximilian Kaňka gestaltete es 1718 im Barockstil um. Dabei wurde die große Aula gebaut, die über die erste und zweite Etage reichte. Bis heute werden dort die Promotionen vorgenommen. Das Gebäude wurde 1881/82 von Josef Mocker und in den 1950er Jahren erneut restauriert. Es wird, inzwischen um mehrere Gebäude erweitert, noch immer durch die Philosophische Fakultät der Karlsuniversität genutzt.
Von dem Ursprungsbau blieb der Erker einer ehemaligen privaten Hauskapelle erhalten, die wahrscheinlich um 1380 errichtet wurde und den Heiligen Cosmas und Damian geweiht war. Zwischen den Fenstern standen einst Figuren, die verlorengegangen sind. Die Baldachine und Wasserspeier, die Ziergiebel und die Maßwerkgalerie sind dagegen noch original erhalten.

### Gallusstadt und St.-Gallus-Kirche

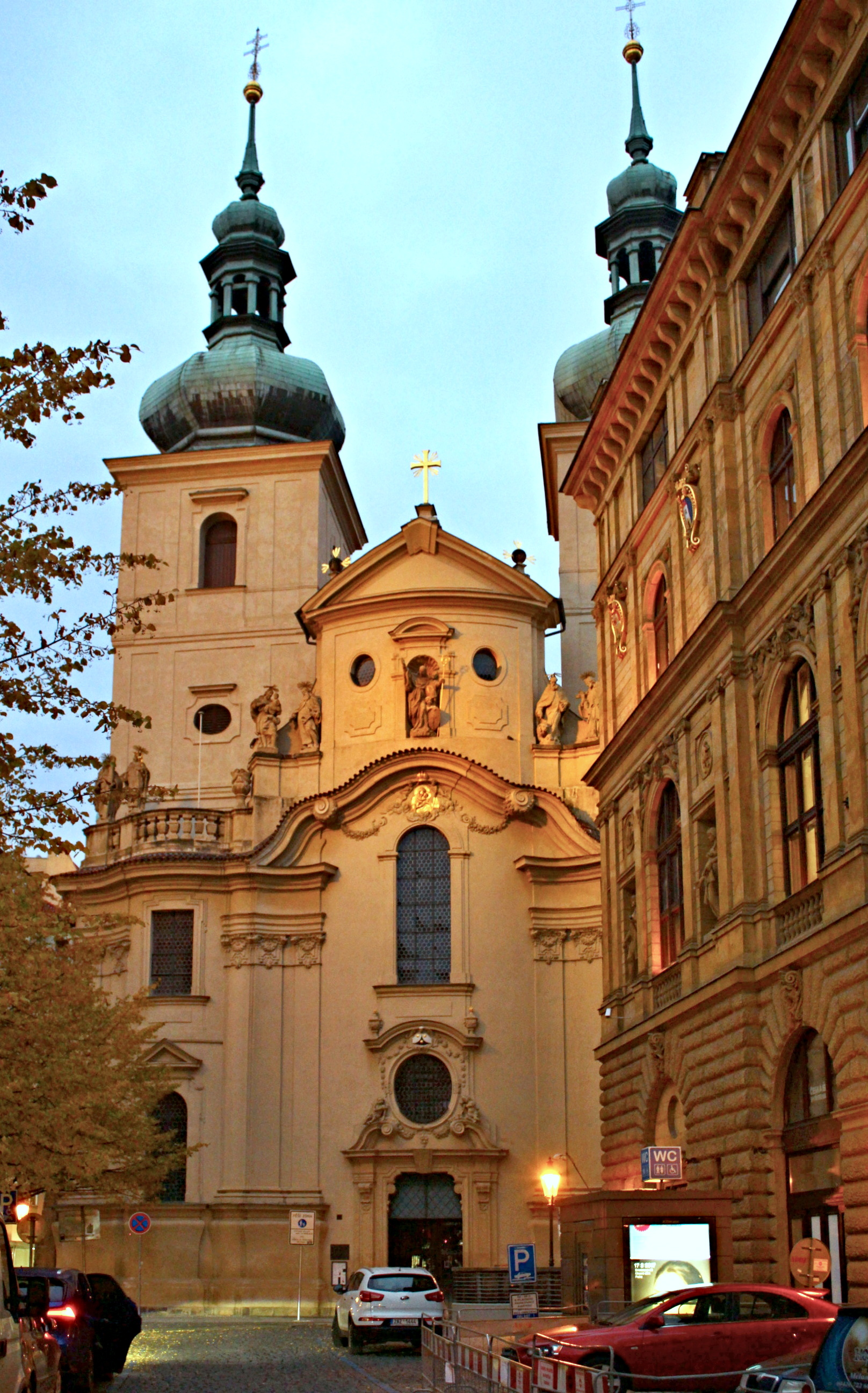
St.-Gallus-Kirche

Auf dem Markt der 1232–34 gegründeten Gallusstadt entstand 1372 westlich der Galluskirche eine etwa 200 m lange steinerne Markthalle (Kotce (Pl.), deutsch: Ställe) mit Läden zu beiden Seiten eines breiten Ganges, der heutigen Straße V kotcích (Kotzengasse). In den Häusern CN 514 und CN 251 sind noch Mauerreste der Verkaufsbuden erhalten. Die Markthalle wurde 1795 abgebrochen, an ihrer Stelle entstanden in der Mitte des 19. Jahrhunderts Bürgerhäuser an drei neuen Straßen: Kotzengasse (V kotcích), Rittersgasse (Rytířská) und Gallusgasse (Havelská). Nur die Außenseiten der beiden letzten Straßen zeigen noch die Bebauung vor dieser Zeit. Besonders deutlich wird dies bei den Laubengängen in der Havelská aus dem Ende des 14./Anfang des 15. Jahrhunderts. Heute stehen in diesen Straßen wieder hölzerne Marktbuden.
Die St.-Gallus-Kirche (Kostel sv. Havla) wurde 1232 gleichzeitig mit der Gallus-Stadt angelegt und bis 1263 fertiggestellt. Sie war eine der vier Altstädter Pfarrkirchen und in ihr ist das Haupt des heiligen Gallus, welcher von St. Gallen nach Prag überführt wurde, aufbewahrt. 1627 wurde die Kirche an den Orden der beschuhten Karmeliten übergeben, die 1671 auch angrenzende Klostergebäude errichten. Die Kirche wurde erst gotisch und am Ende des 17. Jahrhunderts durch Giovanni Domenico Orsi de Orsini barock umgebaut.
Das Haus des Altstädter Ortsvorstehers (Staroměstská rychta) in der Rytířská ul. Nr. 12 war der Sitz des königlichen Ortsvorstehers, der verantwortlich für Verwaltung und Gerichtswesen war. Es ist um 1234 gebaut und um 1588 mit einem Renaissancehof erweitert worden. Bei archäologischen Untersuchungen im Hintertrakt wurde das eingemauerte „Gallustor“ entdeckt. Es blieb als einziges von 13 Toren der Altstadt erhalten, die im 13. Jahrhundert unter Wenzel II errichtet worden sind.